# Осетрина второй свежести

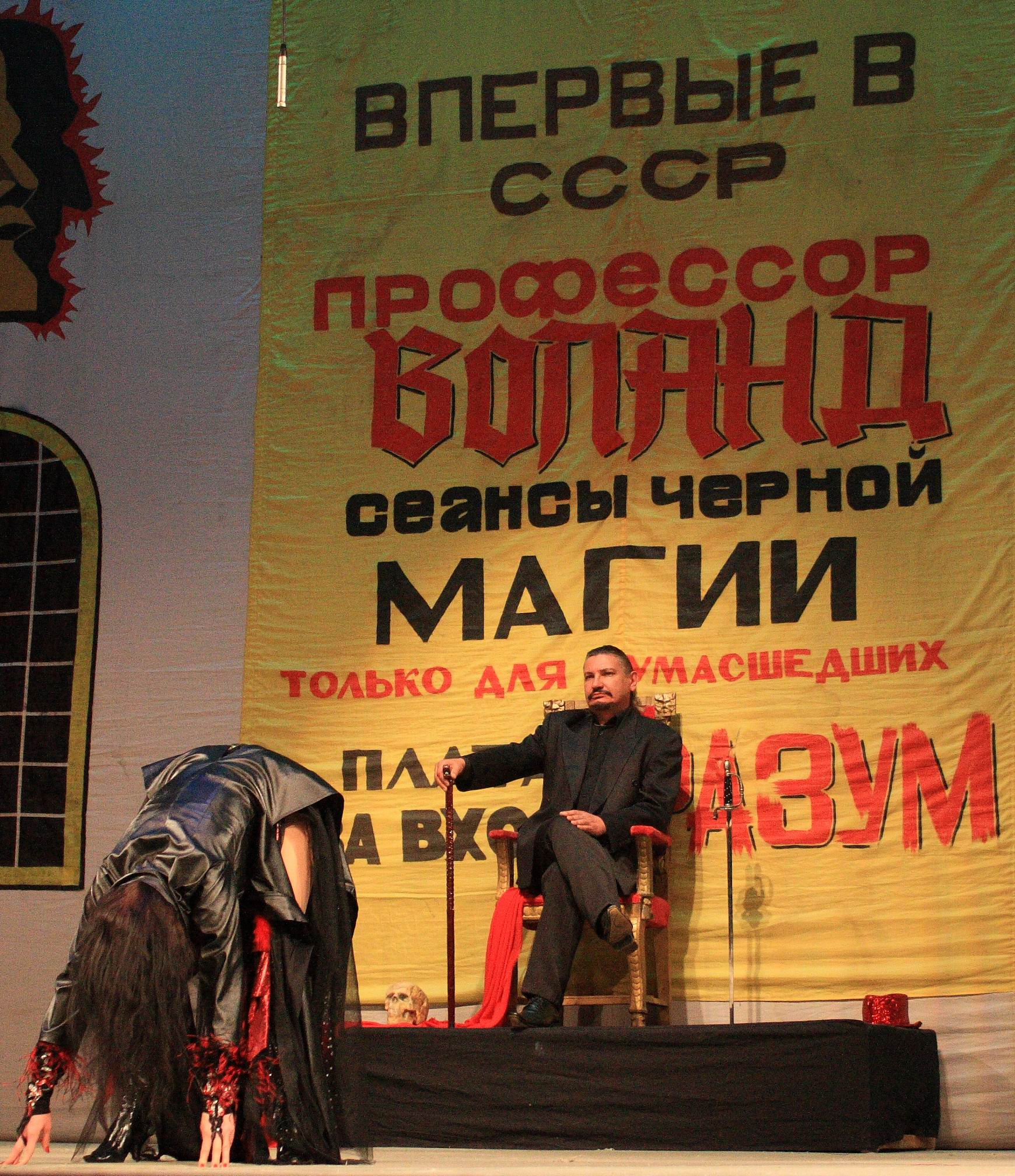
Воланд на сеансе чёрной магии. Постановка театра «Арбат»

«Осетрина второй свежести» — крылатое выражение, означающее что-то утратившее своё качество, просроченное, испорченное, устаревшее, неактуальное. Основано на диалоге, который происходит в романе русского писателя Михаила Булгакова «Мастер и Маргарита» (глава 18. «Неудачливые визитёры») между Воландом и заведующим буфетом московского театра Варьете, Соковым. В цитате усматривают сатиру писателя на бытовую неустроенность в Советской России, в частности, в области культуры питания. В качестве претекста литературоведы называют цитату из рассказа Антона Чехова «Дама с собачкой» («…осетрина-то с душком!»). Выражение из романа «Мастер и Маргарита», как и ряд других, прочно вошло в российскую языковую среду, активно применяется в различных вариантах в обществе, литературе, средствах массовой информации и т. д. Близкие по смыслу обороты существуют и в других культурах.

## В романе
Выражение является цитатой из романа русского писателя Михаила Булгакова «Мастер и Маргарита» (1928—1940). В главе 18 («Неудачливые визитёры») Андрей Фокич Соков, скряга, «грустный» заведующий буфетом в московском театре Варьете, где был проведён сеанс чёрной магии (глава 12. «Чёрная магия и её разоблачение») Воланда и его свиты, явился в нехорошую квартиру (Москва, Большая Садовая, 302-бис, пятый этаж, кв. № 50). Целью посещения была просьба о возмещении убытков буфета, так как после сеанса чёрной магии посетители театра расплатились резаной бумагой, первоначально выглядевшей как настоящие купюры. Познакомившись с Соковым, Воланд обвинил его за непорядки в буфете: «Я, почтеннейший, проходил вчера мимо вашей стойки и до сих пор не могу забыть ни осетрины, ни брынзы! Драгоценный мой! Брынза не бывает зелёного цвета, это вас кто-то обманул. Ей полагается быть белой…». После тирады «иностранного мага» между ним и буфетчиком происходит следующий диалог:
— Я извиняюсь, — заговорил ошеломлённый этим внезапным нападением Андрей Фокич, — я не по этому делу, и осетрина здесь ни при чём…
— То есть, как это ни при чём, если она испорчена!
— Осетрину прислали второй свежести, — сообщил буфетчик.
— Голубчик, это вздор!
— Чего вздор?

— Вторая свежесть — вот что вздор! Свежесть бывает только одна — первая, она же и последняя! А если осетрина второй свежести, это означает, Что она тухлая!.
После этого Воланд нравоучительно произносит: «Да, итак, мы остановились на осетрине? Голубчик мой! Свежесть, свежесть и свежесть — вот что должно быть девизом всякого буфетчика». Диалог между Воландом и Соковым, а также фраза об осетрине второй свежести содержится уже в ранней редакции романа (глава 11. «Якобы деньги»).

## Характеристика

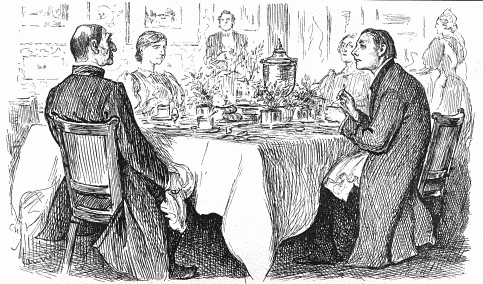
Карикатура «Истинное смирение» (True Humility) Джорджа Дюморье в журнале «Панч». 9 ноября 1895

Переводчик и историк Константин Душенко отмечал, что в конце XIX века в английской культуре было известно выражение «Яйцо частично свежее», восходящее к надписи «Яйцо отчасти превосходное», помещённой под карикатурой Джорджа Дюморье в британском сатирическом журнале «Панч» за 1895 год. Кандидат филологических наук Татьяна Трофимова писала, вслед за литературоведом Владимиром Катаевым, что в русской литературе помещение в контекст произведения рыбных блюд не случаен, как это может показаться. Такие блюда имеют «особенную функцию»: «Например, та же осетрина присутствует при рассказе о Собакевиче в „Мёртвых душах“ Гоголя. Вряд ли это просто совпадение: ведь там же мы находим историю с губернаторской дочкой. Да и функция у „рыбной“ детали ровно та же: контраст между низменным и возвышенным. Впоследствии „осетрина второй свежести“ появится в „Мастере и Маргарите“ Булгакова — уже как характерная деталь советского языка, скрывающего неприглядную правду». По мнению исследователей, между глубоко почитаемым Булгаковым Гоголем имеет место связующее звено — рассказ Антона Чехова «Дама с собачкой» (1899). В нём знакомый Дмитрия Гурова, который глубоко изменился под влиянием любовного чувства, прозаически произносит: «— А давеча вы были правы: осетрина-то с душком!» Филологи Ирина Белобровцева и Светлана Кульюс в книге «Роман М. Булгакова „Мастер и Маргарита“. Комментарий» также указывали, что претекстом выражения является рассказ Чехова. Назидательные высказывания в отношении нарушений в работе буфета они расценили в качестве «не прощаемых Воландом». В этой сцене он выступает чуть ли не качестве «строгого инспектора общественного питания». Также они отметили, что выражение идеала у Булгакова везде обозначены «классическими модальными глаголами должен, полагаться».
Выражение «осетрина второй свежести» означает что-то устаревшее, просроченное, испорченное, неактуальное. Оно прочно вошло в российскую культуру, активно применяется в различных вариантах в обществе, литературе, средствах массовой информации и т. д.. Слова Воланда, что «если осетрина второй свежести, то это означает, что она тухлая!» также понимают как разоблачение обмана, подлога, которые скрываются за витиеватыми фразами. В беседе Воланда и Сокова усматривают сатиру Булгакова в отношении бытовых порядков Советской России 1920-х годов, в частности в области неудовлетворительного уровня культуры питания, что неоднократно попадало на страницы произведений писателя. В повести «Собачье сердце» (1925) неодобрение в отношении общественного питания выражено в том числе в виде наблюдений собаки: «Что они там вытворяют в нормальном питании, уму собачьему непостижимо. Ведь они, мерзавцы, из вонючей солонины щи варят, а те, бедняги, ничего и не знают! Бегут! Жрут! Лакают!», «Для чего вам гнилая лошадь? Нигде кроме такой отравы не получите, как в Моссельпроме», «Негодяй в грязном колпаке, повар столовой нормального питания служащих Центрального совета народного хозяйства, плеснул кипятком и обварил мне левый бок. Какая гадина, а ещё пролетарий!»). Булгаковед Вера Химич писала, что на «фоне принципиального аскетизма и бытовой неприхотливости, культивируемой победившим классом, и на фоне безвкусицы купеческого шика нуворишей нэповского расцвета возведение Булгаковым еды в ранг ритуала и подчёркнутая эстетизация её оформления выглядели вызывающе». По наблюдению Химич, в диалоге Воланда и Сокова представлено карнавальное обыгрывание значений вина и вины. Непьющий буфетчик неоднократно произносит «извиняюсь», но Воланд его всякий раз обрывает и выговаривает за плохое качество еды.
— Помилуйте, Феликс Александрович! Мне это как-то даже и не к лицу. Впрочем, я сам виноват. Я оговорился, прошу прощения. Конечно же, литература не бывает плохой или хорошей. Литература бывает только хорошей, а всё прочее следовало бы называть макулатурой.

— Вот-вот! — подхватил я, продолжая напирать в каком-то горестном отчаянии. — «Свежесть бывает только одна — первая, она же и последняя. А если осетрина второй свежести, то это означает, что она тухлая!»
Лингвист-славист Валерий Мокиенко, наряду с другими известными цитатами Булгакова («Аннушка уже разлила масло», «Правду говорить легко и приятно», «Рукописи не горят», «Нет документа, нет и человека», «Разруха сидит не в клозетах, а в головах»), отнёс «Осетрину второй свежести» к выражениям, ставших «достоянием народного языка». Российский философ, специалист по эстетике и герменевтике художественного текста и философии культуры Леонид Карасёв писал, что фразу «осетрина второй свежести» можно отнести к масляной эмблематике романа. «Эмблемы» содержат в себе «знание» обо всём тексте, его «тайне» или завуалированной символике. Карасёв предположил, что в последнем романе Булгакова такой эмблемой является всё начало: «с сидением на Патриарших прудах и с ужасной смертью Берлиоза». В этом «мини-сюжете» чуть ли не на первое место выдвигается предвосхищение судьбы Берлиоза, заключающееся в словах Воланда о том, что «Аннушка уже купила подсолнечное масло, и не только купила, но даже и разлила». К другим важным эмблемам он отнёс розовое масло, более всего ненавидимое Понтием Пилатом; крем Азазелло, которым намазалась Маргарита. На символику масла и мази, по наблюдению Карасёва, намекают и другие детали романа, являющиеся не случайными (название МАССОЛИТ, имена Мастер и Маргарита, Гелла, «Мессир Воланд», имя и отчество М. А. Берлиоза и т. д.). По его наблюдению, в текстах писателя вообще преобладают блюда «жирные, лоснящиеся, промасленные» (например, балык; холодная курица, вынутая из промаслившейся газеты; жирная лососина). В отношении осетрины он заметил, что прямого упоминания «масла» в эпизоде не содержится, но можно легко представить эту рыбу «первой свежести» (жирная, лоснящаяся).